# Hozomeen Cabin
La Hozomeen Cabin – ou Fish and Game Cabin – est une cabane américaine située dans le comté de Whatcom, dans l'État de Washington. Protégée au sein de la Ross Lake National Recreation Area, cette cabane en rondins est inscrite au Registre national des lieux historiques depuis le 10 février 1989.